# Livia Lancelot
Livia Lancelot (Saint-Denis, 11 febbraio 1988) è una pilota motociclistica francese ritiratasi dall'attività agonistica.

## Carriera

### Gli inizi
Inizia ad andare in moto all'età di quattro anni, per debuttare pochi anni dopo nelle competizioni 50 cm³ e successivamente 60 cm³, Leghe che non prevedono una categoria separata per le ragazze.
Successivamente passa alle competizioni minivert fino a 80 cm³ contro ragazzi che avrebbero poi corso nel Campionato del Mondo di Motocross.
A 14 anni debutta nella 125 cm³ e a 16 nel Campionato Francese Motocross Junior, dove diviene la prima ragazza a ottenere una qualificazione nelle gare di campionato.
Nel frattempo comincia a partecipare a numerosi eventi anche negli Stati Uniti. Nel 2005 viene creata la Coppa del Mondo Motocross Femminile e vi partecipa concludendo terza.

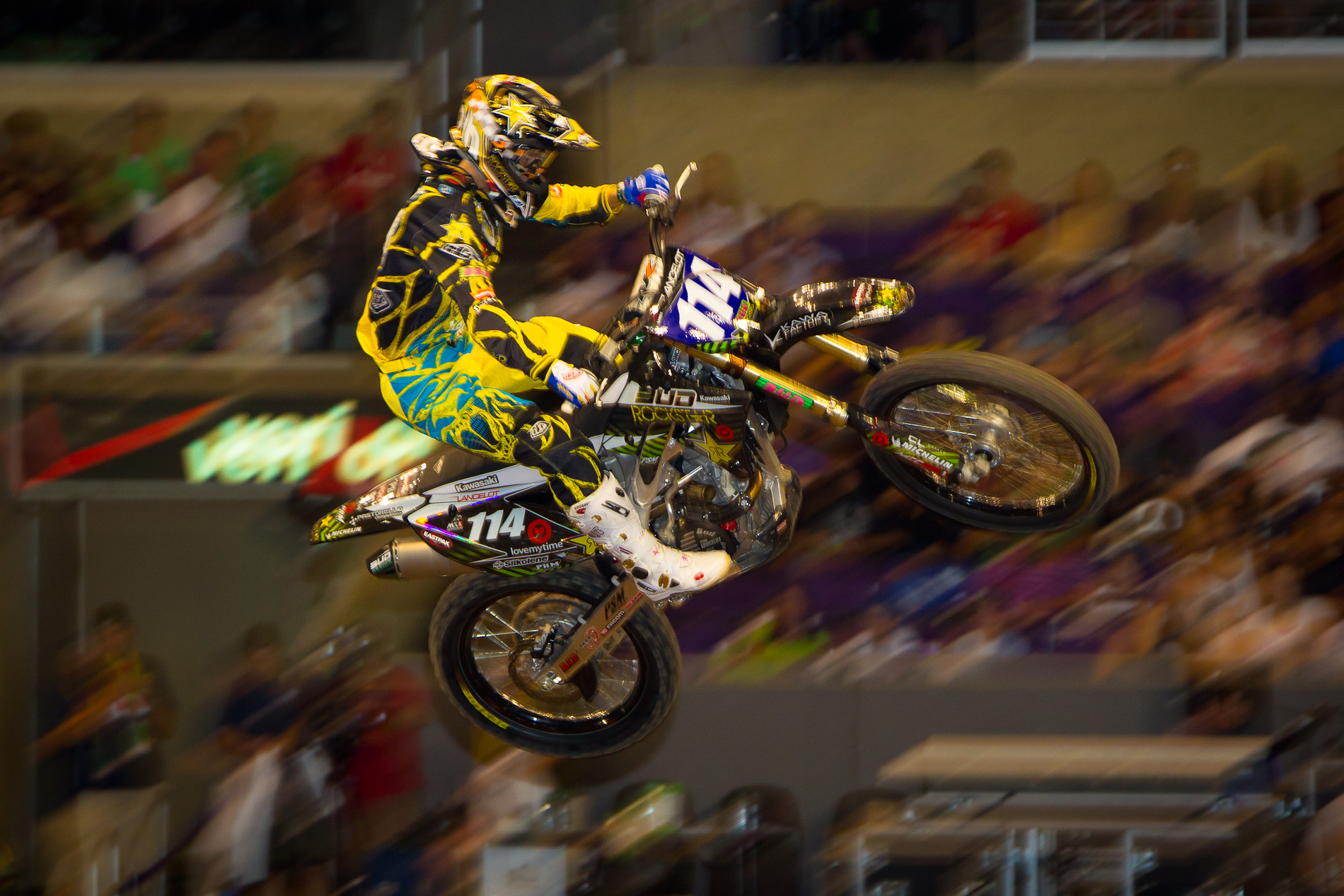
Lancelot agli X Games del 2011.

Nel 2006 sale in sella alle moto 250 cm³ 4 tempi e continua a correre la Coppa del Mondo Femminile con il sostegno della Federazione Francese. Dimostra di essere sempre più veloce ma troppi errori e cadute la fanno chiudere al terzo posto nella classifica finale.
Nel 2007 Kawasaki si interessa al suo talento e la ingaggia nel Team GPKR per rincorrere il titolo, la stessa squadra dei campioni Sebastien e Christophe Pourcel (che diverrà campione del mondo e vincitore di vari titoli AMA). Durante la preparazione subisce molti infortuni che la debilitano per la partecipazione alla Coppa del Mondo, dove chiuderà seconda, con ripetuti dislocamenti dei ginocchio che la costringe a un'operazione.

### Mondiale Femminile
Con il 2008 si ha la promozione della Coppa del Mondo Femminile a vero e proprio Campionato del Mondo, e quello stesso anno con il Team GPKR Kawasaki conquista il titolo mondiale, divenendo la prima Campionessa del Mondo di Motocross Femminile. Lo stesso anno vince anche il Trofeo Femminile Francese. Nel 2009, mentre è ancora in testa al campionato, si procura un serio infortunio che la costringe a lasciare la lotta per il titolo e fine anno non arriva la riconferma nel team Kawasaki.
Nel 2010 si ripropone a rincorrere il titolo mondiale femminile dopo l'infortunio, nel Team HDI KTM ma giunge al secondo posto finale, e vince il titolo nazionale. Per la stagione successiva torna in sella alla Kawasaki, ma non più nel team ufficiale bensì in una struttura privata col supporto tecnico del Team Rockstar Bud Racing impegnato nel mondiale. Nel 2016 torna a vincere il titolo WMX, in questo caso con Yamaha. Continua a gareggiare anche nelle annate successive, fino al 2017, quando annuncia il proprio ritiro dalle competizioni al termine del campionato. Rimane nel mondo delle gare di motocross gestendo la propria squadra: la 114 Motorsports.

## Palmarès
- 2002: Debutto nei campionati motocross 125 cm³
- 2004: Debutto nel Campionato Francese Motocross Junior
- 2005: Vincitrice Trofeo di Francia Motocross Femminile (su Yamaha)
- 2005: 3º posto Campionato AMA Motocross Femminile di Sacramento (su Yamaha)
- 2005: 3º posto Coppa del Mondo Motocross Femminile (su Yamaha)
- 2006: 3º posto Trofeo di Francia Motocross Femminile (su Yamaha)
- 2006: 3º posto Coppa del Mondo Motocross Femminile (su Yamaha)
- 2007: 2º posto Coppa del Mondo Motocross Femminile (su Kawasaki)
- 2008: Vincitrice Trofeo di Francia Motocross Femminile (su Kawasaki)
- 2008: CAMPIONESSA DEL MONDO MOTOCROSS FEMMINILE (su Kawasaki)
- 2009: 3º posto Campionato Francese Motocross Femminile (su Kawasaki) - infortunio
- 2009: 6º posto Campionato del mondo di motocross Femminile (su Kawasaki) - infortunio
- 2010: Campionessa Francese Motocross Femminile (su KTM)
- 2010: 2º posto Campionato del Mondo Motocross Femminile (su KTM)
- 2011: Medaglia di bronzo agli X-Games Women's Supercross di Los Angeles (su Kawasaki)
- 2016: CAMPIONESSA DEL MONDO MOTOCROSS FEMMINILE (su Yamaha)
- 2017: 2º posto Campionato del Mondo Motocross Femminile (su Kawasaki)[5]